# Артез д'Асон
Артез д'Асон (фр. Arthez-d'Asson) насеље је и општина у југозападној Француској у региону Аквитанија, у департману Атлантски Пиринеји која припада префектури По.
По подацима из 2011. године у општини је живело 507 становника, а густина насељености је износила 69,26 становника/km². Општина се простире на површини од 7 km². Налази се на средњој надморској висини од 568 метара (максималној 494 m, а минималној 329 m).

## Демографија
| 1962. | 1968. | 1975. | 1982. | 1990. | 1999. | 2011. |
| ----- | ----- | ----- | ----- | ----- | ----- | ----- |
| 581   | 538   | 510   | 478   | 466   | 508   | 507   |

График промене броја становника у току последњих година